# And the Forests Dream Eternally
And the Forests Dream Eternally – pierwszy minialbum nagrany przez grupę muzyczną Behemoth w Gdańskim Warrior Studio z pomocą Krzysztofa "Krisa" Maszoty. Wydany przez Enthropy Records jako CD w 1994 roku. Reedycja płyty ukazała się w 2005 roku nakładem Metal Mind Productions. Wznowienie zostało poszerzone o utwory pochodzące z minialbumu Bewitching the Pomerania (1997). 
Na albumie znalazła się m.in. kompozycja "Pure Evil and Hate" zadedykowana szwedzkiej formacji Bathory. Utwór powszechnie błędnie określany jest jako interpretacja z repertuaru zespołu Thomasa "Quorthona" Forsberga. W odniesieniu do kompozycji w 2004 roku polski producent gitar firma Mayones wyprodukowała sygnowane gitary zespołu Behemoth z umieszczonymi na podstrunnicach napisami "Evil" i "Hate".

## Lista utworów
Opracowano na podstawie materiału źródłowego.
| Nr | Tytuł utworu                            | Słowa       | Muzyka      | Długość |
| -- | --------------------------------------- | ----------- | ----------- | ------- |
| 1. | „Transylvanian Forest”                  | Adam Darski | Adam Darski | 5:35    |
| 2. | „Moonspell Rites”                       | Adam Darski | Adam Darski | 6:02    |
| 3. | „Sventevith (Storming Near the Baltic)” | Adam Darski | Adam Darski | 5:59    |
| 4. | „Pure Evil and Hate”                    | Adam Darski | Adam Darski | 3:09    |
| 5. | „Forgotten Empire of Dark Witchcraft”   | Adam Darski | Adam Darski | 4:11    |
|    |                                         |             |             | 24:56   |

| Utwory dodatkowe - reedycja | Utwory dodatkowe - reedycja             | Utwory dodatkowe - reedycja | Utwory dodatkowe - reedycja | Utwory dodatkowe - reedycja |
| Nr                          | Tytuł utworu                            | Słowa                       | Muzyka                      | Długość                     |
| --------------------------- | --------------------------------------- | --------------------------- | --------------------------- | --------------------------- |
| 1.                          | „With Spell of Inferno (Mefisto)”       | Adam Darski                 | Adam Darski                 | 4:39                        |
| 2.                          | „Hidden in a Fog”                       | Tomasz Krajewski            | Adam Darski                 | 5:13                        |
| 3.                          | „Sventevith (Storming Near the Baltic)” | Adam Darski                 | Adam Darski                 | 5:18                        |
|                             |                                         |                             |                             | 15:10                       |

## Twórcy
Opracowano na podstawie materiału źródłowego
| Zespół Behemoth w składzie - Adam "Nergal" Darski - śpiew, gitara elektryczna, gitara basowa, perkusja (utwór 5) - Adam "Baal" Muraszko - perkusja - Rafał "Frost" Brauer - gitara |  | Produkcja - Krzysztof "Kriss" Maszota - inżynieria dźwięku - Luca Marchetti - producent wykonawczy - Massimo Origgi - producent wykonawczy |